# Diocèse de Santa Elena
Le diocèse de Santa Elena (en latin : Dioecesis Sanctae Helenae ; en espagnol : Diócesis de Santa Elena) est un diocèse de l'Église catholique en Équateur suffragant de l'archidiocèse de Guayaquil.

## Territoire
Le diocèse est situé dans l'est de l'Équateur et comprend toute la province de Santa Elena, les paroisses civiles rurales d'El Morro, Posorja et Progreso du canton de Guayaquil et le canton de Playas de la province du Guayas, l'autre fraction de cette province étant gérée par l'archidiocèse de Guayaquil et les diocèses de Daule et San Jacinto.
Son territoire a une superficie de 6 343 km2 divisé en 28 paroisses. L'évêché est à Santa Elena avec la cathédrale sainte Hélène (es). 

## Histoire
Le diocèse est érigé le 2 février 2022 par le pape François en prenant sur le territoire de l'archidiocèse de Guayaquil.

## Évêques
- Guido Iván Minda Chalá (2022-  )